# Egmont Foregger
Egmont Foregger (* 21. September 1922 in Salzburg; † 17. Mai 2007 in Bruck an der Mur) war ein österreichischer Jurist, Beamter und Politiker (parteilos).

## Leben
Egmont Foregger stammte aus der altösterreichischen Familie Foregger Ritter von Greiffenthurn. Er war Absolvent des Akademischen Gymnasiums in Salzburg, war mehr als 35 Jahre als Beamter im Justizministerium tätig, insbesondere in der Straflegislative. Von 1974 an leitete er auch die diesbezügliche Sektion. Foregger – der erste und bis 2013 einzige Strafrechtler unter den Justizministern der Zweiten Republik – war maßgeblich an der großen Broda’schen Strafrechtsreform 1975 beteiligt.
Foregger verfasste zahlreiche Publikationen zum Strafrecht. Er ist einer der Autoren der Neuauflage des großen "Wiener Kommentars zum Strafgesetzbuch".
Egmont Foregger verstarb 2007 nach schwerer Krankheit.

## Politik
Foregger war von Jänner 1987 bis Dezember 1990 als parteiunabhängiger Ressortchef im Kabinett Vranitzky II. Bundesminister für Justiz. Während seiner Amtszeit erfolgte die Anklageerhebung in politisch brisanten Verfahren, so im „Fall Lucona“ sowie im „Fall Noricum“. Aber auch andere brisante Ereignisse begleiteten seine Amtszeit, wie die Morde an Kurden, der Sinowatz- und der Androsch-Steuerprozess sowie der Oerlikon-Skandal. Die Tatsache, dass er die genannten Verfahren gegen führende SPÖ-Politiker nicht per ministerieller Weisung einstellen ließ – wie von seinen Vorgängern Harald Ofner und Christian Broda mehrfach so gehandhabt – brachte ihm in der Öffentlichkeit Respekt ein, führte allerdings auch dazu, dass die SPÖ bei der Regierungsbildung nach der Nationalratswahl 1990 ein Veto gegen eine weitere Amtszeit Foreggers einlegte.
In seiner Zeit als Justizminister legte Foregger ein erneuertes Jugendstrafrecht vor, das mit dem außergerichtlichen Tatausgleich europaweit Vorbildwirkung hatte. Die Diskriminierung unehelicher Kinder im Erb- und Familienrecht wurde beseitigt, das Gewaltverbot in der Kindererziehung verankert. 1991 wurde er sogar als gemeinsamer Bundespräsidentschaftskandidat von ÖVP und FPÖ gehandelt.
In seine Amtszeit fiel jedoch auch die bedingte Haftentlassung des Mörders Jack Unterweger, der danach weitere Frauen ermordete.

## Schriften
- Strafgesetzbuch (StGB), Manz’sche Wien 13. Auflage 1997, ISBN 3-214-12806-X, zusammen mit  Eugen Serini, Helene Bachner-Foregger
- Die österreichische Strafprozessordnung. (Strafprozeßordnung 1975) samt den wichtigsten Nebengesetzen, Manz’sche Wien 7. Auflage 1997, ISBN 3-214-02323-3, zusammen mit  Gerhard Kodek, Ernst Eugen Fabrizy
- Strafvollzugsgesetz (StVG) und den Strafvollzug betreffende weitere Bestimmungen, Manz’sche Wien 4. Auflage 2001, ISBN 3-214-02723-9, zusammen mit Elisabeth Schausberger

## Auszeichnungen
- 1977: Großes Goldenes Ehrenzeichen für Verdienste um die Republik Österreich[6]
- 1984: Großes Silbernes Ehrenzeichen mit dem Stern für Verdienste um die Republik Österreich[6]
- 1990: Großes Goldenes Ehrenzeichen am Bande für Verdienste um die Republik Österreich[6]